# Łypiwka (obwód lwowski)
Łypiwka  (ukr. Липівка; hist. Lindenfeld) – osiedle na Ukrainie, w obwodzie lwowskim, w rejonie stryjskim (do 2020 roku w rejonie mikołajowskim). W 2024 roku liczyło 1126 mieszkańców.
Miejscowość została założona pod nazwą Lindenfeld przez osadników niemieckich (zobacz Niemcy galicyjscy) w latach 80. XVIII wieku.
W II Rzeczypospolitej miejscowość stanowiła początkowo samodzielną gminę jednostkową. 1 sierpnia 1934 roku w ramach reformy na podstawie ustawy scaleniowej została włączona do gminy wiejskiej Krasów w powiecie lwowskim, w województwie lwowskim. W 1921 roku gmina Lindenfeld liczyła 130 mieszkańców (65 kobiet i 65 mężczyzn) i znajdowało się w niej 21 budynków mieszkalnych. 100 osób deklarowało narodowość niemiecką, 21 – rusińską (ukraińską), 7 – żydowską, 2 – polską. 99 osób deklarowało przynależność do wyznania ewangelickiego, 22 – greckokatolickiego, 7 – mojżeszowego, 2 – rzymskokatolickiego. 11 marca 1939 roku zmieniono nazwę wsi na Lubianka.
Po II wojnie światowej miejscowość weszła w struktury administracyjne Związku Radzieckiego i została przemianowana na Łypiwka.